# Abriès
Abriès is een plaats en voormalige gemeente in het Franse departement Hautes-Alpes in de regio Provence-Alpes-Côte d'Azur en telt 378 inwoners (2004). De plaats maakt deel uit van het arrondissement Briançon.

## Geschiedenis
Abriès is op 1 januari 2019 gefuseerd met de gemeente Ristolas tot de gemeente Abriès-Ristolas. 

## Geografie
De oppervlakte van Abriès bedraagt 74,3 km², de bevolkingsdichtheid is 5,1 inwoners per km².
De onderstaande kaart toont de ligging van Abriès met de belangrijkste infrastructuur en aangrenzende gemeenten.

## Demografie
Onderstaande figuur toont het verloop van het inwonertal.
Vanwege een beveiligingsprobleem met de MediaWiki Graph-software is het momenteel niet mogelijk deze grafiek weer te geven. Zodra de software is bijgewerkt zal de grafiek vanzelf weer zichtbaar worden.